# PC同步接口

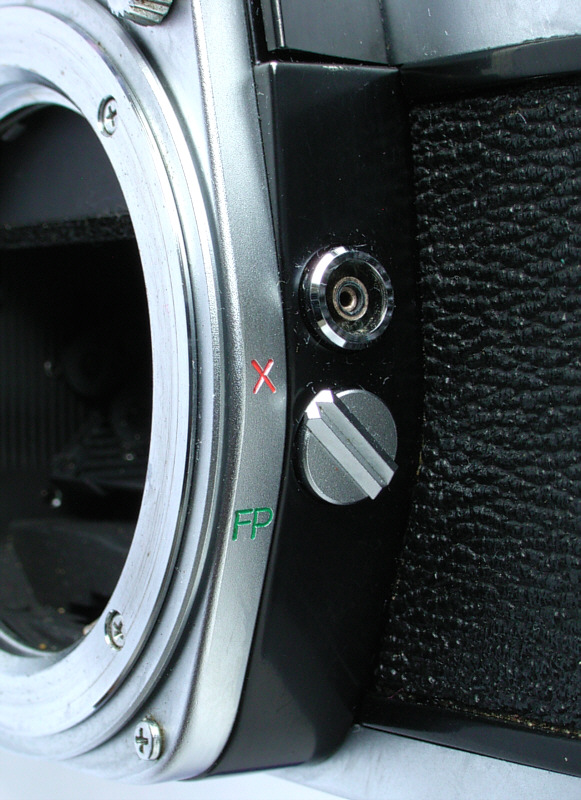
美能达 SRT 303b 上的PC同步接口

PC同步接口（Prontor-Compur connection），或称作闪光同步接口，是一种直径约为3.5毫米（八分之一英寸）的同心圆接口，用于连接照相机与闪光灯，以便在快门释放时，同步触发闪光灯。

## 功能与使用
在具有PC同步接口的照相机与闪光灯之间，利用PC同步线将它们连接，这样，当快门释放时，也同步触发相连接的闪光灯。相比于使用热靴连接，闪光灯的位置可以离相机更远，也就有了更为多样的布光可能。使用PC接口的闪光灯多用于影棚内的拍摄。
与最早的标准热靴一样，PC同步接口仅仅实现同步触发功能，而不支持如TTL测光等额外功能，使用者需要手动对闪光灯功率进行调节以得到满意的结果。
今日，多数的入门级DSLR上并不具备PC同步接口，为影室内的闪光灯同步使用带来麻烦；闪卓博识更是在文章中批评佳能公司，之后，佳能推出的闪光灯580EX II上加入了PC接口。事实上，部分相机制造商和一些第三方厂商有生产将热靴接口扩展出PC同步接口的小附件，如尼康的  AS-15 PC  转换器，海鸥的  SC-2  转换器，以及专门用于美能达和索尼专用的iISO热靴的  PCT-100  及 FA-ST1AM  。

## 引用与参考
1. ↑  . 闪卓博识.   [2010-09-10]. （原始内容存档于2010-09-17）.